# Альтернативна Комедія
Альтернативна комедія - це термін, вигаданий у 1980-х рр. для позначення жанру комедії , який значно відрізнявся від основного комедійного жанру тієї епохи, але іноді зустрічався в мультфільмах. Термін має різні значення в різних контекстах: у Великій Британії він був використаний для опису змісту, який був «альтернативним» до типової «живої» комедії, що нерідко містила расистський і сексистський матеріали. В інших контекстах, це спосіб, який є «альтернативним», тобто він уникає стандартної структури побудови жартів, де йде послідовність реплік та кульмінацій. Паттон Освальт дав їй таке визначення, як: «комедія, де в аудиторії немає заданих очікувань про натовп і навпаки. У комедійних клубах була присутня певна атмосфера — альтернативна комедія висвітлює різноманітні питання.».

В інтерв'ю на сайті The A.V. Club, після своєї участі в комедійно-драматичному фільмі 2011 року Бідна Багата Дівчинка, Освальт заявив:

|  | Я прийшов з альтернативної сцени, де завжди говорилося: «Навіть не намагайся, чувак. Просто йди далі та забудь». Я думаю, що багато з цього йде від невпевненості. Це саме та мода імпровізації і дилетантизму, яка походить від неправильного висловлювання до аудиторії: «Що ж, не важливо, якщо не вийде, тому що я з самого початку навіть не намагався.» Це як: «О, то ось чому ти не [намагаєшься]. Якщо б ти насправді дуже старався і облажався, тоді ти повинен звинувачувати себе.» Саме це викликає важкість у деяких людей, просто сісти і виконувати чортову роботу, бо, якщо ти щось робиш — це означає, що ти береш на себе певні зобов'язання. |

Офіційна історія лондонського клубу Камеді Стор пов'язує ім'я коміка і автора Тоні Аллена з впровадженям терміну. Однак, у своїй автобіографії, покійний Малкольм Харді стверджує, що придумав термін в 1978 році.
Альтернативна комедія виникла, щоб описати підхід до стендап комедії, яка не містила, ні расизму, ні сексизму, мала вільну форму виконання та розроблялася самими комедіантами. Цей стиль виграв у «громадянській війні» проти традиційних коміків, які також виступали в лондонському Камеді Стор на Дін-Стріт в Сохо з моменту його відкриття в травні 1979 року. Коміки того часу, які виступали в традиційних камеді-клубах, часто розповідали жарти про жінок і меншини. Альтернативна комедія, яка розвивалася з цих зіткнень, більше була схожа на відповідь комедії на панк.
Олексій Сейл, перший ведучий Камеді Стор, запровадив сатиричну комедію, яка висміювала лівих. Ще один комедіант Тоні Аллен порушив табу особистої та сексуальної політики, поки актор Кіт Аллен зіштовхував аудиторії в безстрашних серіях «показухи». Крім того, Аллен сильно вплинув на розвиток раннього кабаре, яке тільки починало з'являтися. Коли нові коміки, Тоні Аллен і Олексій Сейл, набули популярності, вони вирішили заснувати «Альтернативне Кабаре» разом з іншими постійними комедіантами Камеді Стор. Їх метою було створення декількох альтернативних камеді-клубів в Лондоні на додачу до їх клубу на Ледброк-Гроув у Елгіні, який з серпня 1979 року був їх основним місцем виступів. Джим Барклай, Енді Де Ла Тур і Полін Мелвілл — основні учасники «Альтернативного Кабаре» та стендапери, які поділилися досвідом роботи в радикальному експериментальному театрі. Ця пара також внесла альтернативну комедію в Единбурзький фестиваль, вперше виступивши на ньому в серпні 1980 року з програмою « Лейт Найт Альтернатів» («Вечір Альтернативи») в театрі Геріот-Ватт. Повернувшись з концертом в 1981 році, «Альтернативне Кабаре» стало хітом критичної комедії того року.
В щотижневому лондонському журналі Time Out Камеді Стор тепер називав себе «Будиноком Альтернативної Комедії» і повідомив, що «Альтернативне Кабаре» є їх головним шоу. Вони рекламували себе, виступаючи у невеликих пабах, які в 1980-ті роки виникли по всьому Лондону і Сполученому Королівству. Нова комедія отримала власну колонку у журналах для широкого кола читачів під назвою «Кабаре», спочатку в City Limits, а 21 січня 1983 року і в Time Out . Інші організації, коміки і підприємці  — в тому числі група жонглерів Марії Кемпінської, а також трупа Роланда та Клер Малдун — зробили більше постійних місць для виступів, тим самим збільшивши число виступів на тиждень від 24 у 1983 році до 69 у 1987 році.
Між тим, інша група коміків покинула Камеді Стор на чолі з  Пітером Річардсоном, щоб створити Комік Стріп і запустити свої власні «Камеді Кабаре» вистави в жовтні 1980 року у бульварному театрі в Сохо на вулиці Волкерс Корт. Комік Стріп, родзинкою якого були дуетні виступи коміків та скетч-шоу, складався з випускників Манчестерського університету та Королівської Центральній школі: Еда Едмондсона, Ріка Мэйолла, Найджела Планера, Дони Френч та Дженніфер Сондерс, які прагнули продемонструвати свій талант на телебаченні. Група створила понад 40 телевізійних фільмів для Ченел 4 і Бі-бі-сі з заставкою Зе Комік Стріп Презентує.
Рік Мэйолл запропонував Бену Елтону, який до того часу став наступним ведучим Камеді Стор, спробувати себе в ролі його співавтора для популярного комедійного серіалу на каналі Бі-Бі-Сі «Підростаюче Покоління». Однак, Елтон здобув славу саме після того, як став ведучим нового комедійного шоу Saturday Live на Ченел 4. Як зазначив автор Вільям Кук: «Після того, як  фільм Підростаюче Покоління  зробив його прихованим голосом альтернативної комедії, Saturday Live (Ченел 4) зробив його найвпізнаванішим обчиччям альтернативної комедії».
Комік і телеведучий Артур Сміт зазначив, що: «Якщо Тоні Аллен, 'Хрещений батько Альтернативної Комедії', був лише теорією анархічної комедії, то Малкольм Харді був її шаленим втіленням». Харді більше любили в Танел Палладіум, що належав корпорації The Mitre в Дептфорді у 1984-89 роках. Публіка цього закладу була відома тим, що могла відпускати дотепні жарти та спілкувалася з комедіантами під час шоу. Там він вплинув на ранні роки кар'єри Віка Рівза і Боба Мортімера, Саймона Дея, Кріса Лінама, Мартіна Соана, Гаррі Енфілда і багатьох інших, кому він допоміг організувати їх перші концерти. Малкольм Харді став відомим завдяки шоу Мартіна Соана The Greatest Show on Legs (Найкраще Шоу На Ногах), а саме завдяки своїй партії у легендарному виступі під назвою «Танок Голої Повітряної Кулі». Він також здобув славу, беручи участь у різних шоу та розіграшах під час Единбурзького фестивалю.
За останні тридцять років майже кожен великий британський комік починав свою кар'єру в альтернативних камеді-клубах, в тому числі й Бен Елтон, Джо Бренд, Джек Ді, Лі Еванс, Едді Іззард, Гаррі Хілл, Пітер Кей, Джиммі Карр, і Росс Нобл.

У той час як південно-африканська комедія часто включає расистський або стереотипний гумор, альтернативна комедія в Південній Африці має тенденцію уникати таких тем. Важко дати визначення альтернативній комедії, але в ній можуть бути табу, чорний гумор, нісенітниці, гіки та багато іншого, але в той же час з неї виключаються расистський, непристойний, стереотипний, південно-африканізованний (спрямований проти афро-американців) гумор та інші теми, які вважаються популярними. Хоча коміки цього жанру можуть включати в свої виступи актуальні теми, але вони не складають їх більшість. 
Важко точно сказати, де все почалось, але Йоханесбурзький Андеграунд в Мелвіллі був відомий своїм «гострим» гумором, про який дізналися завдяки його засновнику Джону Влісману. Камеді Андеграунд був плодовитою основою для розвитку альтернативного гумору з його політикою без правил. Після закриття Камеді Андеграунд у 2010 році, альтернативна комедія знайшла нові місця для проведення шоу, включаючи Театр Фоксвуд, Піколінос та багато інших. Йоханесбург залишається батьківщиною південно-африканської альтернативної комедії. 
Одна з рушійних сил зростаючого видатного положення альтернативної комедії — це Йоханнесбурзький Картель Комедії, серед учасників якого були Шон Вьюедж, Воррен Робертсон, Вітторіо Леонарді і Алін Адамс. Іншими південно-африканськими коміками, які виступали в цьому жанрі, були Дейл Амлер, Роні Модімола, Марк Бенкс і Влісмас.
Мела Міллера можна справедливо вважати одним із зачинателів альтернативного жанру комедії в Південній Африці. Протягом апартеїдної ери матеріали Міллера вважалися «невідповідними» або радикальними і привели його до більш ніж однієї сутички і затримання Південно-африканським Бюро Державної Безпеки.

1. 
2. 
3. 
4. 
5. 
6. 
7. 
8. 
9. 
10. 
11. 
12. 
13. 
14. 
15. 
16. 
17. 
18. 
19. 
20. 
21. 
22. 
23. 
24. 
25. 
26. 
27. 